# Бирманский фронт (Япония)
Бирманский фронт (яп. 緬甸方面軍) — группировка сухопутных войск японской императорской армии, находившаяся в Бирме с 1943 по 1945 годы.
Бирманский фронт, подчинённый Южной группе армий, был создан 27 марта 1943 года. Его официальной задачей была помощь японскому союзнику — независимому государству Бирма — в отражении возможного вторжения войск Союзников с территории Британской Индии, однако фактически войска фронта выполняли роль оккупационных сил.
В 1944 году командир входившей в состав фронта 15-й армии генерал-лейтенант Мутагути сумел настоять на своём плане наступления в Индию через труднопроходимые горные джунгли на индийско-бирманской границе. Эта операция привела к огромным потерям, в результате чего японские войска не только отступили обратно в Бирму, но и были разгромлены. Остатки войск фронта сдались Союзникам в Моламьяйне 15 августа 1945 года после заявления императора Хирохито о капитуляции Японии.

## Список командного состава

### Командующие
|   | Имя                      | С               | По               |
| - | ------------------------ | --------------- | ---------------- |
| 1 | Генерал Масакадзу Кавабэ | 18 марта 1943   | 30 августа 1944  |
| 2 | Генерал Хэйтаро Кимура   | 30 августа 1944 | 12 сентября 1945 |

### Начальники штаба
|   | Имя                             | С                | По               |
| - | ------------------------------- | ---------------- | ---------------- |
| 1 | Генерал-лейтенант Эйтаро Нака   | 18 марта 1943    | 22 сентября 1944 |
| 2 | Генерал Синъити Танака          | 22 сентября 1944 | 23 мая 1945      |
| 3 | Генерал-лейтенантЦунамаса Сидэи | 23 мая 1945      | 29 июля 1945     |